# Bédar
Bédar ist eine spanische Gemeinde im Verwaltungsgebiet Levante Almeriense der Provinz Almería in der Autonomen Gemeinschaft Andalusien. Die Bevölkerung von Bédar 
betrug 2024 aus 976 Einwohnern.

## Geografie
Die Gemeinde liegt Ausläufern der Sierra de los Filabres. Sie grenzt an Antas, Los Gallardos, Lubrín, Sorbas und Turre.

## Geschichte
Der Ort geht auf die Zeit von Al-Andalus zurück. Bis zum Jahre 1765 gehörte er zu Vera. Im 19. Jahrhundert war der Ort vom Bergbau abhängig, da sich hier Eisen-, Blei-, Zink- und Kupfervorkommen befanden. Heute wird die Wirtschaft von der Landwirtschaft dominiert.